# Bourg-en-Lavaux
Bourg-en-Lavaux ist seit dem 1. Juli 2011 eine politische Gemeinde und Hauptort des Bezirks Lavaux-Oron im Schweizer Kanton Waadt.

## Geographie
Bourg-en-Lavaux liegt in den Weinbergen von Lavaux am Nordufer des Genfersees etwa 15 Kilometer östlich von Lausanne und 10 Kilometer westlich von Vevey. Die Gemeinde grenzt im Norden an Savigny VD, im Nordosten an Forel (Lavaux), im Osten an Puidoux, im Süden an den Genfersee und im Westen an Lutry.

## Geschichte
Die Gemeinde Bourg-en-Lavaux entstand aus den Gemeinden Cully (mit dem Weiler Chenaux), Epesses (mit den Weilern Crêt-Dessus und Crêt-Dessous), Grandvaux (mit den Weilern Curson, Lallex und Le Tronchet), Riex und Villette (mit den Weilern Aran, Châtagny und Montagny).

Luftbild, Villette im Vordergrund, Grandvaux im Hintergrund (1948)
Luftbild, Cully, Riex, Epesses (1960)